# Grammoplites suppositus
Grammoplites suppositus är en fiskart som först beskrevs av Troschel, 1840.  Grammoplites suppositus ingår i släktet Grammoplites och familjen Platycephalidae. Inga underarter finns listade i Catalogue of Life.